# Tevel
Tevel è un comune dell'Ungheria centro-meridionale di 1 653 abitanti (dati 2005). È situato nella contea di Tolna.